# Campionato NCAA femminile di pallanuoto
Il campionato NCAA femminile di pallanuoto (in inglese NCAA Women's Water Polo Championship) è la massima competizione pallanuotistica femminile a livello collegiale degli Stati Uniti d'America. Il campionato, organizzato dalla National Collegiate Athletic Association (NCAA), si svolge annualmente a partire dal 2001, a differenza del torneo maschile che vide la sua prima edizione nel 1969.

## Storia
Le Cardinals dell'Università di Stanford sono la formazione più vincente del campionato, avendo conquistato il titolo in nove occasioni; solo altre due squadre hanno vinto il torneo NCAA: sette volte le Bruins dell'Università della California di Los Angeles (UCLA) e sei volte le Trojans dell'Università della California del Sud (USC).
Al campionato hanno accesso squadre universitarie provenienti da tutti gli Stati Uniti, ma in tutta la ultraventennale storia del torneo solo formazioni provenienti dallo Stato della California hanno preso parte alla finale: oltre alle tre precedentemente citate infatti hanno raggiunto l'ultimo atto della competizione anche le Lions dell'Università di Loyola Marymount (LMU) e le Golden Bears dell'Università della California di Berkeley (CAL).
Nonostante la pallanuoto femminile sia entrata a far parte dei tornei organizzati dalla NCAA solamente dal 2001, il campionato nazionale per squadre di college fu disputato annualmente già a partire dal 1984, sotto il nome di National Intercollegiate Women's Water Polo Championship. Anche questo campionato fu dominato da squadre californiane: oltre alle già citate Cardinals, Bruins e Trojans vinsero dei titoli anche le Aggies dell'Università della California di Davis (UCD), le Tritons dell'Università della California di San Diego (UCSD) e le Gauchos dell'Università della California di Santa Barbara (UCSB); solo la formazione delle Rock dell'Università di Slippery Rock dello stato della Pennsylvania riuscì a spezzare questa egemonia, ottenendo una vittoria oltre ad altre tre apparizioni in finale.
Tenendo conto anche di queste precedenti competizioni sono le Bruins ad avere ottenuto il maggior numero di successi con undici affermazioni totali.

## Struttura del campionato
Le squadre partecipanti sono raggruppate in Conference, che sono leghe formate da un numero variabile di squadre, ma non sono stabilite dalla NCAA; queste infatti sono leghe indipendenti, alcune con una storia pluricentenaria, che vengono stipulate dalle singole università con accordi e contratti. Le Conference che attualmente prendono parte al campionato di pallanuoto femminile sono sei: la Big West Conference, la Collegiate Water Polo Association (CWPA), la Golden Coast Conference, la Metro Atlantic Athletic Conference (MAAC), la Mountain Pacific Sports Federation (MPSF) e la Western Water Polo Association (WWPA); precedentemente anche altre leghe hanno fatto parte del torneo finale come la Southern California Intercollegiate Athletic Conference (SCIAC). A differenza della maggior parte degli altri sport NCAA, in ogni stagione si tiene un solo campionato nazionale con squadre della Division I, della Division II e della Division III che competono insieme.
Si qualificano alla fase finale le vincitrici di ogni singola lega a cui si aggiungono un ridottissimo numero di squadre invitate a farvi parte in base ai meriti sportivi conseguiti durante la stagione e stabilendo delle teste di serie; la formula prevede che il torneo si disputi nel mese di maggio, in un'unica soluzione presso l'impianto di una delle università partecipanti con dunque partite in campo neutro, mediante un tabellone ad eliminazione diretta a partire dai quarti di finale, che viene però preceduto da un turno preliminare di "play-in".

## Albo d'oro
| Edizione                             | Campione                                                                     | Campione                                                                     | Finalista                                                                    | Finalista                                                                    | Allenatore campione                                                          | Università ospitante                                                         |
| Campionato nazionale intercollegiale | Campionato nazionale intercollegiale                                         | Campionato nazionale intercollegiale                                         | Campionato nazionale intercollegiale                                         | Campionato nazionale intercollegiale                                         | Campionato nazionale intercollegiale                                         | Campionato nazionale intercollegiale                                         |
| ------------------------------------ | ---------------------------------------------------------------------------- | ---------------------------------------------------------------------------- | ---------------------------------------------------------------------------- | ---------------------------------------------------------------------------- | ---------------------------------------------------------------------------- | ---------------------------------------------------------------------------- |
| 1984                                 | UC Davis Aggies                                                              |                                                                              | Cal. Golden Bears                                                            |                                                                              |                                                                              |                                                                              |
| 1985                                 | Stanford Cardinal                                                            |                                                                              | UCSB Gauchos                                                                 |                                                                              |                                                                              |                                                                              |
| 1986                                 | UCSD Tritons                                                                 |                                                                              | Stanford Cardinal                                                            |                                                                              |                                                                              |                                                                              |
| 1987                                 | UCSB Gauchos                                                                 |                                                                              | SRU Rock                                                                     |                                                                              |                                                                              |                                                                              |
| 1988                                 | UC Davis Aggies (2)                                                          |                                                                              | UCSB Gauchos                                                                 |                                                                              |                                                                              |                                                                              |
| 1989                                 | UCSB Gauchos (2)                                                             |                                                                              | UCSD Tritons                                                                 |                                                                              |                                                                              |                                                                              |
| 1990                                 | UCSD Tritons (2)                                                             |                                                                              | UC Davis Aggies                                                              |                                                                              |                                                                              |                                                                              |
| 1991                                 | UCSD Tritons (3)                                                             |                                                                              | UC Davis Aggies                                                              |                                                                              |                                                                              |                                                                              |
| 1992                                 | UCSD Tritons (4)                                                             |                                                                              | UC Davis Aggies                                                              |                                                                              |                                                                              |                                                                              |
| 1993                                 | UC Davis Aggies (3)                                                          |                                                                              | SRU Rock                                                                     |                                                                              |                                                                              |                                                                              |
| 1994                                 | UCSD Tritons (5)                                                             |                                                                              | SRU Rock                                                                     |                                                                              |                                                                              |                                                                              |
| 1995                                 | SRU Rock                                                                     |                                                                              | SDSU Aztecs                                                                  |                                                                              | Richard Hunkler                                                              |                                                                              |
| 1996                                 | UCLA Bruins                                                                  |                                                                              | Cal. Golden Bears                                                            |                                                                              |                                                                              |                                                                              |
| 1997                                 | UCLA Bruins (2)                                                              |                                                                              | Cal. Golden Bears                                                            |                                                                              |                                                                              |                                                                              |
| 1998                                 | UCLA Bruins (3)                                                              |                                                                              | Cal. Golden Bears                                                            |                                                                              |                                                                              |                                                                              |
| 1999                                 | USC Trojans                                                                  |                                                                              | Stanford Cardinal                                                            |                                                                              |                                                                              |                                                                              |
| 2000                                 | UCLA Bruins (4)                                                              |                                                                              | USC Trojans                                                                  |                                                                              |                                                                              |                                                                              |
| Campionato NCAA                      |                                                                              |                                                                              |                                                                              |                                                                              |                                                                              |                                                                              |
| 2001                                 | UCLA Bruins                                                                  | 5                                                                            | Stanford Cardinal                                                            | 4                                                                            | Adam Krikorian                                                               | Università di Stanford                                                       |
| 2002                                 | Stanford Cardinal                                                            | 8                                                                            | UCLA Bruins                                                                  | 4                                                                            | John Tanner                                                                  | Università della California del Sud                                          |
| 2003                                 | UCLA Bruins (2)                                                              | 4                                                                            | Stanford Cardinal                                                            | 3                                                                            | Adam Krikorian                                                               | Università della California - San Diego                                      |
| 2004                                 | USC Trojans                                                                  | 10                                                                           | LMU Lions                                                                    | 8                                                                            | Jovan Vavic                                                                  | Università di Stanford                                                       |
| 2005                                 | UCLA Bruins (3)                                                              | 3                                                                            | Stanford Cardinal                                                            | 2                                                                            | Adam Krikorian                                                               | Università del Michigan                                                      |
| 2006                                 | UCLA Bruins (4)                                                              | 9                                                                            | USC Trojans                                                                  | 8                                                                            | Adam Krikorian                                                               | Università della California - Davis                                          |
| 2007                                 | UCLA Bruins (5)                                                              | 5                                                                            | Stanford Cardinal                                                            | 4                                                                            | Adam Krikorian                                                               | Università statale della California - Long Beach                             |
| 2008                                 | UCLA Bruins (6)                                                              | 6                                                                            | USC Trojans                                                                  | 3                                                                            | Adam Krikorian                                                               | Università di Stanford                                                       |
| 2009                                 | UCLA Bruins (7)                                                              | 5                                                                            | USC Trojans                                                                  | 4                                                                            | Adam Krikorian                                                               | Università del Maryland - College Park                                       |
| 2010                                 | USC Trojans (2)                                                              | 10                                                                           | Stanford Cardinal                                                            | 9                                                                            | Jovan Vavic                                                                  | Università statale di San Diego                                              |
| 2011                                 | Stanford Cardinal (2)                                                        | 9                                                                            | Cal. Golden Bears                                                            | 5                                                                            | John Tanner                                                                  | Università del Michigan                                                      |
| 2012                                 | Stanford Cardinal (3)                                                        | 6                                                                            | USC Trojans                                                                  | 4                                                                            | John Tanner                                                                  | Università statale di San Diego                                              |
| 2013                                 | USC Trojans (3)                                                              | 10                                                                           | Stanford Cardinal                                                            | 9                                                                            | Jovan Vavic                                                                  | Università di Harvard                                                        |
| 2014                                 | Stanford Cardinal (4)                                                        | 9                                                                            | UCLA Bruins                                                                  | 5                                                                            | John Tanner                                                                  | Università della California del Sud                                          |
| 2015                                 | Stanford Cardinal (5)                                                        | 7                                                                            | UCLA Bruins                                                                  | 6                                                                            | John Tanner                                                                  | Università di Stanford                                                       |
| 2016                                 | USC Trojans (4)                                                              | 8                                                                            | Stanford Cardinal                                                            | 7                                                                            | Jovan Vavic                                                                  | Università della California - Los Angeles                                    |
| 2017                                 | Stanford Cardinal (6)                                                        | 8                                                                            | UCLA Bruins                                                                  | 7                                                                            | John Tanner                                                                  | Università dell'Indiana - Università Purdue Indianapolis                     |
| 2018                                 | USC Trojans (5)                                                              | 5                                                                            | Stanford Cardinal                                                            | 4                                                                            | Jovan Vavic                                                                  | Università della California del Sud                                          |
| 2019                                 | Stanford Cardinal (7)                                                        | 9                                                                            | USC Trojans                                                                  | 8                                                                            | John Tanner                                                                  | Università di Stanford                                                       |
| 2020                                 | Non disputato a causa della pandemia di COVID-19 negli Stati Uniti d'America | Non disputato a causa della pandemia di COVID-19 negli Stati Uniti d'America | Non disputato a causa della pandemia di COVID-19 negli Stati Uniti d'America | Non disputato a causa della pandemia di COVID-19 negli Stati Uniti d'America | Non disputato a causa della pandemia di COVID-19 negli Stati Uniti d'America | Non disputato a causa della pandemia di COVID-19 negli Stati Uniti d'America |
| 2021                                 | USC Trojans (6)                                                              | 18                                                                           | UCLA Bruins                                                                  | 9                                                                            | Marko Pintaric                                                               | Università della California - Los Angeles                                    |
| 2022                                 | Stanford Cardinal (8)                                                        | 10                                                                           | USC Trojans                                                                  | 7                                                                            | John Tanner                                                                  | Università del Michigan                                                      |
| 2023                                 | Stanford Cardinal (9)                                                        | 11                                                                           | USC Trojans                                                                  | 9                                                                            | John Tanner                                                                  | Università del Pacifico                                                      |

### Classifica delle squadre per titoli vinti
| Titoli | Squadra           | Università                                          | Anni                                                              |
| ------ | ----------------- | --------------------------------------------------- | ----------------------------------------------------------------- |
| 11     | UCLA Bruins       | Università della California di Los Angeles (UCLA)   | 1996, 1997, 1998, 2000, 2001, 2003, 2005, 2006, 2007, 2008 e 2009 |
| 10     | Stanford Cardinal | Università di Stanford                              | 1985, 2002, 2011, 2012, 2014, 2015, 2017, 2019, 2022 e 2023       |
| 7      | USC Trojans       | Università della California del Sud (USC)           | 1999, 2004, 2010, 2013, 2016, 2018, 2021                          |
| 5      | UCSD Tritons      | Università della California di San Diego (UCSD)     | 1986, 1990, 1991, 1992 e 1994                                     |
| 3      | UC Davis Aggies   | Università della California di Davis (UCD)          | 1984, 1988 e 1993                                                 |
| 2      | UCSB Gauchos      | Università della California di Santa Barbara (UCSB) | 1987 e 1989                                                       |
| 1      | SRU Rock          | Università di Slippery Rock della Pennsylvania      | 1995                                                              |